# ام‌وی انشون (۱۹۳۰)
ام‌وی انشون (۱۹۳۰) (به انگلیسی: MV Anshun (1930)) یک کشتی است. این کشتی در سال ۱۹۳۰ ساخته شد.